# Chrysopilus testaceipes
Chrysopilus testaceipes är en tvåvingeart som beskrevs av Jacques-Marie-Frangile Bigot 1887. Chrysopilus testaceipes ingår i släktet Chrysopilus och familjen snäppflugor. Inga underarter finns listade i Catalogue of Life.